# Unchained Melody (稲垣潤一のアルバム)
『Unchained Melody』（アンチェインド・メロディ）は2005年11月23日に発売された稲垣潤一のカバー・アルバム。

## 解説
筒美京平作品に特化し企画・レコーディングされた全10曲アルバム。プロデューサーは松尾潔。「Eveの向こう側」「Unchained Melody」は稲垣にとり17年振りの筒美による書き下ろし新曲。「夏のクラクション」「SHYLIGHTS」をセルフカバー。他に、少年隊、大橋純子、田原俊彦、池田聡、野口五郎、髙橋真梨子の楽曲を1曲ずつカバー。

## 収録曲
全作曲：筒美京平
1. Eveの向こう側（作詞：秋元康／編曲：OCTOPUSSY）
2. 夏のクラクション（作詞：売野雅勇／編曲：Maestro-T）
3. 君だけに（作詞：康珍化／編曲：Maestro-T）
4. たそがれマイ・ラブ～RAINterlude Pt.1（Instrumental）（作詞：阿久悠／編曲：Dive-E Productions）
5. 抱きしめてTONIGHT（作詞：森浩美／編曲：是永巧一）
6. SHYLIGHTS（作詞：秋元康／編曲：Dive-E Productions）
7. マリッジ（作詞：康珍化／編曲：Maestro-T）
8. グッドラック～RAINterlude Pt.2（Instrumental）（作詞：山川啓介／編曲：Dive-E Productions）
9. とまどい小夜曲（作詞：松本隆／編曲：Dive-E Productions）
10. Unchained Melody（作詞：松尾潔／編曲：Maestro-T／ストリングス編曲：筒美京平）